# Мирзиёева, Саида Шавкатовна
Саи́да Шавка́товна Мирзиёева (узб. Saida Shavkatovna Mirziyoyeva; род. 4 ноября 1984, Коканд, Ферганская область, Узбекская ССР, СССР) — узбекский политик, старшая дочь президента Узбекистана Шавката Мирзиёева. Руководитель Администрации Президента Узбекистана с 23 июня 2025 года. 
До этого была первым помощником Президента Узбекистана, заведующей сектором по коммуникациям и информационной политике Исполнительного аппарата Администрации президента, заместителем председателя Попечительского совета Общественного фонда поддержки и развития национальных масс-медиа Узбекистана, заместителем директора Агентства информации и массовых коммуникаций при Администрации Президента.

## Биография
Саида Мирзиёева родилась 4 ноября 1984 года в Коканде в семье Шавката Мирзиёева, сотрудника и комсорга Ташкентского института ирригации и мелиорации, и студентки этого вуза Зироатхон Хошимовой, дочери влиятельного и обеспеченного советского чиновника. У Саиды есть младшая сестра Шахноза Мирзиёева и брат Миралишер Мирзиёев (родился в 2009).
Шавкат Мирзиёев в 1990 году стал депутатом XII созыва Верховного Совета Узбекской ССР, затем был хоккимом одного из районов Ташкента, членом двух созывов Олий Мажлиса, 3-м хокимом Джизакской области, хокимом Самаркандской области. В 2003 году он был назначен премьер-министром Узбекистана и сохранял этот пост до 2016 года, когда стал президентом страны после смерти Ислама Каримова.
В 2006 году Мирзиёева окончила Университет мировой экономики и дипломатии со степенью бакалавра международного права, в 2008 — Ташкентский государственный юридический университет со степенью магистра права (2008), в 2010 — Московский государственный университет со степенью магистра экономики по кафедре экономической и финансовой стратегии. В 2018—2021 годах была студентом Академии государственного управления при президенте Узбекистана и научным сотрудником Центра стратегических исследований МГУ. В июне 2021 года под руководством академика Владимира Квинта защитила кандидатскую диссертацию по экономике на тему «Совершенствование методологии разработки и реализации региональных социально-экономических стратегий (на базе Узбекистана)». Автор ряда научных публикаций, посвящённых анализу опыта Узбекистана и мировой практики стратегирования социально-экономических процессов, оценке влияния глобальных и национальных трендов на государственные и региональные стратегии, а также совершенствованию методологии формирования национальных стратегий социально-экономического развития на средне- и долгосрочную перспективы.

## Карьера
Политическая и управленческая карьера Саиды Мирзиёевой началась под руководством бывшего пресс-секретаря президента Комила Алламжонова. 12 апреля 2019 года она была назначена на должность одного из трёх заместителей директора Агентства информации и массовых коммуникаций при Администрации президента (АИМК). С. Мирзиеева под руководством Алламжонова координировала работу PR-центра, отвечающего за продвижение положительного имиджа Узбекистана за рубежом, а также вела работу и реформирование информационных служб государственных органов. 29 января 2020 года Мирзиёева и Алламжонов объявили об уходе из АИМК, объяснив решение желанием работать в негосударственном секторе.
31 января 2020 Саида Мирзиёева стала заместителем Комила Алламжонова, избранным в тот же день председателем попечительского совета только что созданного Общественного фонда поддержки и развития национальных массмедиа. Заявленной целью фонда было «содействие созданию равных условий на медиарынке, защита прав и всесторонняя поддержка СМИ, журналистов и блогеров», но фонд также продвигал вне Узбекистана либеральный образ правительства Шавката Мирзиёева.
14 ноября 2022 года Саида Мирзиёева была назначена на должность заведующей сектором по коммуникациям и информационной политике исполнительного аппарата Администрации президента. Непосредственным руководителем Мирзиёевой и главой нового сектора в структуре АП вновь стал Комил Алламжонов. Пресс-секретарь президента говорил, что сектор Мирзиёевой будет отвечать «за изучение общественного мнения и информационную политику». «Радио Азаттык» отмечало, что масштабные перестановки в правительственных структурах стали ответом президента на масштабные протесты в Каракалпакстане летом того же года и что одной из основных задач Саиды Мирзиёевой на новой должности станет борьба за пострадавший имидж правительства её отца.
После конституционного референдума весной 2023 года, «обнулившего» президентские сроки, и последовавшего выигрыша на июльских внеочередных президентских выборах Шавкат Мирзиёев провёл в августе радикальные кадровые перестановки в своей администрации. Должность главы администрации, которую занимал чуть более года Сардор Умурзаков, была упразднена, в новой структуре все советники и помощники стали напрямую подчиняться президенту. 25 августа первым помощником президента была назначена Саида Мирзиёева, заняв фактически второй по значимости пост в Узбекистане. Комил Алламжонов получил должность руководителя Департамента информационной политики Администрации президента, так стал третьим человеком в Администрации президента и впервые оказался заместителем Саиды Мирзиёевой. Эксперты и наблюдатели отмечали трения между Саидой Мирзиёёвой и быстро набиравшим политический вес Сардором Умурзаковым, а также считали новый пост Саиды доказательством того, что президент находится в уязвимом положении и вынужден опираться на семью и абсолютно преданных людей. Круг задач С. Мирзиёевой на новой должности чётко не очерчен. Предполагают, что она продолжит заниматься созданием позитивного образа Узбекистана на международной арене.

## Публичный образ и критика
Саида Мирзиёева открыла свои официальные страницы в социальных сетях в день, когда стала чиновником АИМК. Узбекские СМИ активно освещают её действия и выступления. На протяжении всей карьеры она публично продвигает либеральное законодательство для масс-медиа, выступает за развитие образования, реформы для защиты гендерного равенства и прав женщин, активно комментирует текущие события. При этом она также культивирует образ матери и хранительницы исламских культурных традиций.
Быстрое возвышение Саиды Мирзиёевой независимые СМИ объясняли характерным для правления Шавката Мирзиёева непотизмом. Независимые наблюдатели называют Мирзиёеву «новой принцессой», указывая на два обстоятельства: с одной стороны, Саида повторяет путь к власти старшей дочери первого президента Узбекистана Гульнары Каримовой, с другой стороны, сам Шавкат Мирзиёев пошёл по пути Азербайджана и Туркменистана в формировании новой династии. В то же время время отмечали, что в традиционалистском обществе Узбекистана Саида может скорее выступить в роле «регента» для Миралишера Мирзиёева, если тот примет власть от отца слишком рано.

## Семья
Мирзиёева замужем за крупным предпринимателем и сотрудником администрации президента Ойбеком Турсуновым. Его отец генерал Батыр Турсунов, выходец из советского КГБ, до 2020 года занимал должность заместителя командующего Национальной гвардией, на 2023 год — первый заместитель начальника Службы государственной безопасности Узбекистана.
У пары трое детей: сын Миромон, дочь Саодат и сын Шавкат (родился в 2020), названный в честь деда-президента.